# Marco Perperna Ventão
Marco Perperna Ventão ou Marco Perpena Ventão (? — 72 a.C.; em latim: Marcus Perpenna Vento) foi um general romano. Possivelmente, era filho de Marco Perperna, cônsul em 92 a.C.

## História
Levou apoio a Quinto Sertório, na forma de dinheiro e homens, quando Sertório estava na Espanha, com seus aliados ibéricos. Perpenna queria lutar sozinho contra Metelo, mas seus soldados queriam se unir a Sertório. Quando chegaram rumores de que Pompeu estava cruzando os Pirenéus, seus soldados ameaçaram desertá-lo, e ele foi forçado a se unir a Sertório com 53 coortes.
Após o acordo entre Mitrídates VI do Ponto e Sertório, os senadores na Espanha, aliados de Sertório, sentiram ciúmes e inveja de Sertório, tendo sido encorajados por Perpenna.
Perpenna foi o líder na conspiração que assassinou Sertório.
Perpenna usou os exércitos de Sertório para atacar Pompeu, mas foi derrotado e capturado. Perpenna tentou mostrar para Pompeu cartas que tinham vindo de pessoas importantes de Roma, convidando Sertório a vir para a Itália e mudar a constituição, mas Pompeu as queimou sem ler, e executou Perpenna.